# Jamides saturata
Jamides saturata is een vlinder uit de familie van de Lycaenidae. De wetenschappelijke naam van de soort is als Lycaena saturata voor het eerst geldig gepubliceerd in 1892 door Snellen.